# Ladislao Mazurkiewicz
Ladislao Mazurkiewicz Iglesias (Piriápolis, 14 febbraio 1945 – Montevideo, 2 gennaio 2013) è stato un calciatore uruguaiano.
Vincitore di quattro campionati uruguaiani e di tre trofei internazionali con la maglia del Peñarol, è considerato uno dei migliori portieri di tutti i tempi. Soprannominato El Arquero Negro ("Il portiere nero", per la divisa scura che indossava durante ogni partita), è morto nel 2013, all'età di 67 anni, a seguito di problemi respiratori.

## Carriera

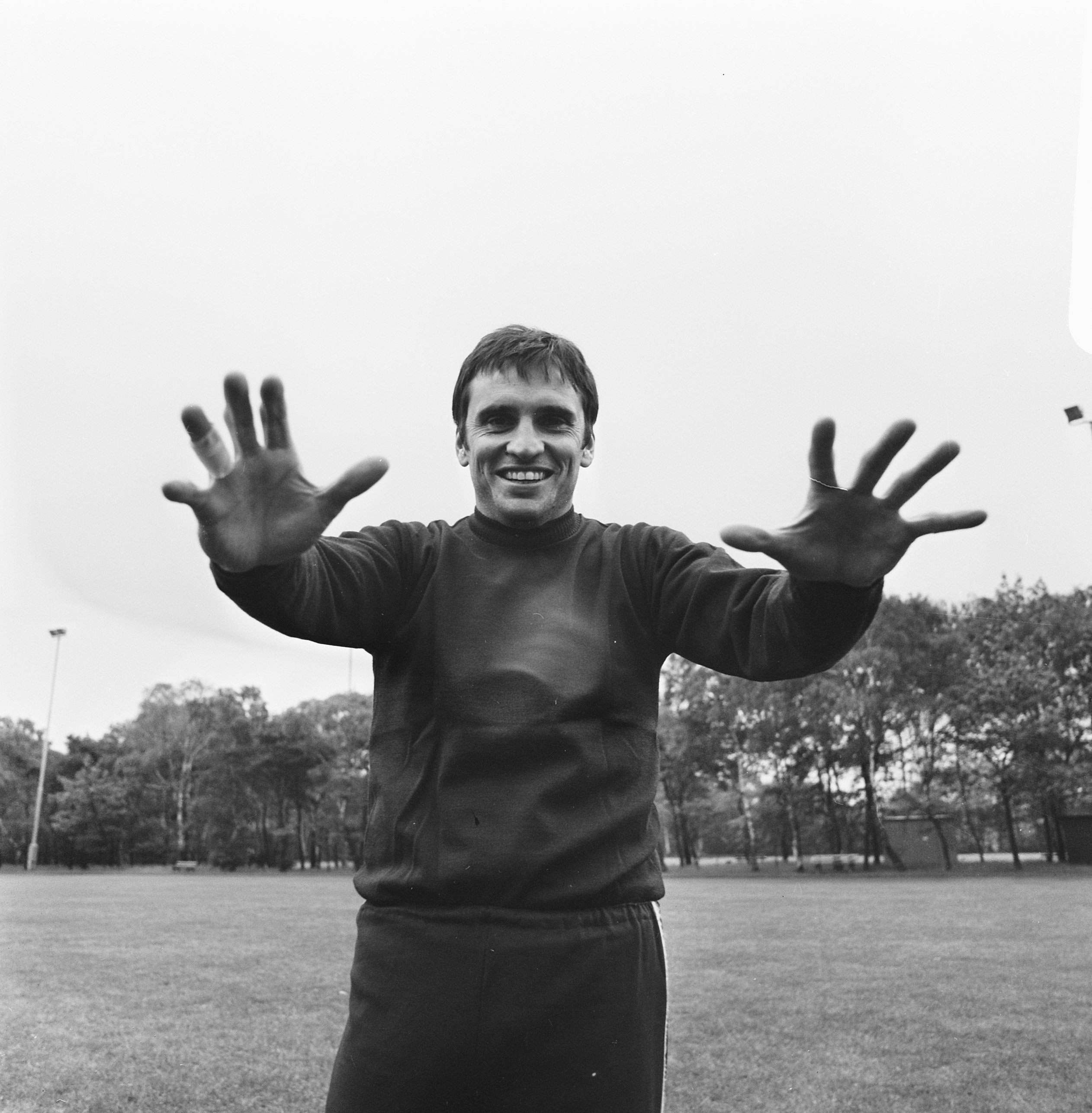
Mazurkiewicz in nazionale nel 1974

### Club
Esordisce nel 1961, a 16 anni, nel Racing Club di Montevideo, all'epoca in Divisional Extra (quarta divisione uruguaiana). Nel 1964, dopo l'ottima prova come portiere titolare dell'Uruguay al Campionato sudamericano Under-19 in Colombia — conclusosi con la vittoria della Celeste —, viene acquistato dal Peñarol. Inserito inizialmente in rosa come riserva di Luis Maidana, Mazurkiewicz si guadagna il posto da titolare dopo un'ottima prestazione nello spareggio della semifinale di Coppa Libertadores il 31 marzo 1965 contro il Santos di Pelé, battuto dagli aurinegros 2-1.
Nello stesso anno Mazurkiewicz vince il suo primo titolo nazionale, coronato nel 1966 con il trionfo in Coppa Libertadores. L'anno dopo giunge il secondo titolo nazionale: durante la stagione 1967, Mazurkiewicz stabilisce il record di imbattibilità di 985 minuti, nell'arco di 11 partite. L'anno seguente il Peñarol vince di nuovo il campionato e Mazurkiewicz stabilisce un nuovo record, subendo soltanto 5 goal in tutta la stagione, il minimo mai registrato nel campionato uruguaiano.
Nel 1969 si apre un periodo poco fortunato per gli aurinegros, caratterizzato dal veemente ritorno degli acerrimi rivali del Nacional. Ma le fortune in nazionale continuano per Mazurkiewicz, che nel 1970 prende parte con la Celeste ai mondiali messicani, dove Mazurkiewicz viene eletto miglior portiere del torneo.
Nel 1972 Mazurkiewicz lascia il Peñarol per trasferirsi in Brasile, all'Atlético Mineiro. Al termine del campionato del mondo 1974 resta in Europa, trasferendosi agli spagnoli del Granada. Nel 1976 è già di ritorno in Sudamerica: passa infatti ai cileni del Cobreloa, di cui difende i pali fino al 1978. Nel 1979 va in Colombia, all'América de Cali, quindi nel 1981 torna al Peñarol. In quella stessa stagione chiude la propria carriera agonistica, conquistando all'età di 36 anni un ultimo titolo nazionale. Continua poi il rapporto con il Peñarol dedicandosi all'allenamento dei portieri.

### Nazionale
La carriera in Nazionale ebbe inizio con la convocazione, da parte del commissario tecnico Ondino Viera, ai mondiali in Inghilterra. La rassegna iridata termina ai quarti di finale, ove l'Uruguay è facilmente superato per 4-0 dalla Germania Ovest futura finalista, ma Mazurkiewicz - le cui parate nella gara d'esordio avevano fermato sullo 0-0 l'Inghilterra padrona di casa - è votato dalla critica come terzo miglior portiere del torneo, dopo il sovietico Jašin e l'inglese Banks.
Il 1967 si apre con un nuovo successo, il Campeonato Sudamericano de Football (l'equivalente dell'attuale Coppa America), vinto dall'Uruguay nell'edizione casalinga disputata tra gennaio e febbraio. La definitiva consacrazione a livello internazionale avviene ai mondiali messicani del 1970, dove contribuisce in maniera decisiva al quarto posto finale della Celeste, eliminata in semifinale dal Brasile che si sarebbe laureato campione. Le grandi parate nel corso del torneo gli valgono il riconoscimento di miglior portiere del mondiale.
Difende di nuovo la porta dell'Uruguay ai mondiali di Germania Ovest 1974, ma l'avventura della Celeste si interrompe già al primo turno. Nonostante ciò Mazurkiewicz ottiene ugualmente un riconoscimento, venendo nuovamente votato dalla critica come terzo miglior portiere del mondiale, dopo il tedesco-occidentale Maier e il polacco Tomaszewski.

## Palmarès

### Club

#### Competizioni nazionali
- Campionato uruguaiano: 4

Peñarol: 1965, 1967, 1968, 1981

#### Competizioni internazionali
- Coppa Libertadores: 1

Peñarol: 1966
- Coppa Intercontinentale: 1

Peñarol: 1966
- Supercoppa dei Campioni Intercontinentali: 1

Peñarol: 1969

### Nazionale
- Campeonato Sudamericano de Football: 1

1967